# Calpaína

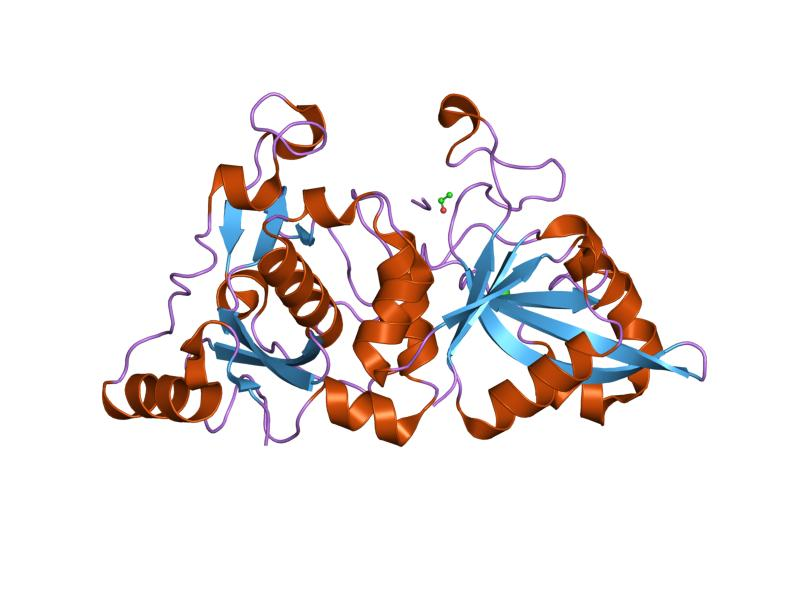
Subunidad catalítica de una calpaína de Sus scrofa, conteniendo la tríada Cys-His-Asn.

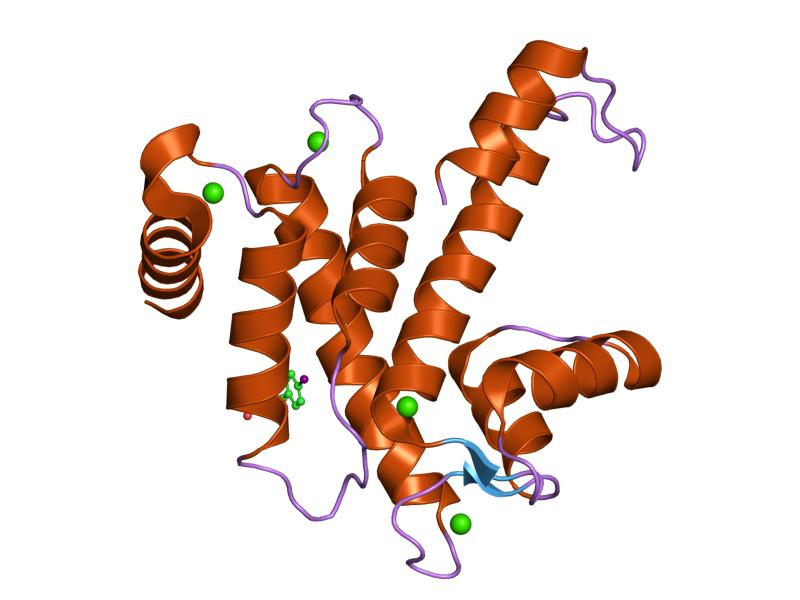
Subunidad reguladora de una calpaína de Sus scrofa, con 5 dominios EF de unión a calcio.

Las calpaínas (EC 3.4.22.52, EC 3.4.22.53) son tiolproteasas, no lisosomales, cuya actividad, de tipo papaína, es dependiente de calcio. Estas enzimas son responsables de la proteólisis neutra calcio-dependiente, en virtud de un dominio de unión a calcio. Este dominio se denomina calmodulin-like por ser altamente homólogo a la calmodulina, presentando las estructuras típicas manos EF de unión a ion calcio.
El centro activo de las calpaínas está compuesto de una tríada catalítica formada por cisteína (C), histidina (H) y Asparagina (N). 

## Historia
La historia de las calpaínas se remonta a mediados de los años 1960, cuando se detectaron actividades proteolíticas dependientes de calcio en el cerebro, el cristalino y otros tejidos. Las enzimas responsables de esta proteólisis fueron denominadas CAPN (calcium-activated neutral proteases). Las primeras enzimas de este grupo (calpaínas 1 y 2) fueron aisladas en 1964 por Guroff. Sus actividades de tipo papaína dependientes del calcio, no-lisosomales y necesitando un pH neutro las diferenciaron claramente de las catepsinas. El nombre de calpaína se escogió por contracción de los vocablos calcio y papaína. 
Desde entonces, otros miembros de la familia de las calpaínas han sido identificados. Además, ciertas proteínas ya descubiertas tales como nCL-2, nCL-4 y SolH, han revelado formar parte del grupo de las calpaínas, y han sido en consecuencia clasificadas dentro de esta familia de proteasas.
La última calpaína descrita hasta la fecha fue identificada en 2001, haciendo ascender el número de calpaínas a 14. 

## Nomenclatura
La nomenclatura actual, puesta en marcha en 2001 durante las FASEB Summer Research Conferences, distingue 14 calpaínas diferentes, desde la calpaína 1 a la calpaína 15 (se advierte la ausencia de calpaína 4), codificadas por los genes capn1 a capn15. La antigua calpaína 4 corresponde a una subunidad reguladora capaz de heterodimerizar con las calpaínas 1 y 2. No poseyendo actividad proteolítica, fue rebautizada como Css1 (Calpain Small Subunit 1). Una segunda subunidad reguladora fue identificada en 2002 y bautizada Css2.
La siguiente tabla resume el sistema de nomenclatura actual para las calpaínas: 
| Diferentes calpaínas | Genes capn | Nombres obsoletos o alternativos | Año de identificación | Manos EF | Tejidos                                 |
| -------------------- | ---------- | -------------------------------- | --------------------- | -------- | --------------------------------------- |
| Calpaína 1           | capn1      | CAPN1 ou µ-calpaïne              | 1964                  | +        | ubicua                                  |
| Calpaína 2           | capn2      | CAPN2 ou m-calpaïne              | 1964                  | +        | ubicua                                  |
| Calpaína 3           | capn3      | nCL-1 ou p94                     | 1989                  | +        | músculo esquelético, cristalino, retina |
| Calpaína 5           | capn5      | htra3, nCL-3                     | 1997                  | -        | ubicua                                  |
| Calpaína 6           | capn6      | CAPNX, calpamoduline             | 1997                  | -        | placenta, útero                         |
| Calpaína 7           | capn7      | palBX                            | 1999                  | -        | ubicua                                  |
| Calpaína 8           | capn8      | nCL-2                            | 1993                  | +        | estómago                                |
| Calpaína 9           | capn9      | nCL-4                            | 1998                  | +        | aparato digestivo                       |
| Calpaína 10          | capn10     | CAPN10 ou CAPN8                  | 2000                  | -        | ubicua                                  |
| Calpaína 11          | capn11     | CAPN11                           | 1999                  | +        | testículo                               |
| Calpaína 12          | capn12     | CAPN12                           | 2000                  | +        | ubicua                                  |
| Calpaína 13          | capn13     | CAPN13                           | 2001                  | +        | testículo, pulmón                       |
| Calpaína 14          | capn14     | CAPN14                           | 2001                  | -        | ubicua                                  |
| Calpaína 15          | capn15     | SolH                             |                       | -        | ubicua                                  |

| Subunidades reguladoras | Genes           | Nombres obsoletos  | Año de identificación | Manos EF | Tejidos                            |
| ----------------------- | --------------- | ------------------ | --------------------- | -------- | ---------------------------------- |
| Css1                    | capn-s1 o cpns1 | Calpaína 4 o CAPN4 | 1964                  | +        | ubicua                             |
| Css2                    | capn-s2 o cpns2 |                    | 2002                  | +        | tejido-específica (por determinar) |

## Clasificaciones
Las calpaínas se agrupan sobre la base de dos clasificaciones diferentes.
- La primera se basa en la presencia o ausencia de dominios EF de unión a calcio. Las calpaínas que los poseen se denominan "convencionales" o "típicas". Por el contrario, las calpaínas que carecen de las manos EF se denominan "atípicas".
  - Calpaínas típicas: Calpaínas 1, 2, 3, 8, 9, 11, 12 y 13.
  - Calpaínas atípicas: Calpaínas 5, 6, 7, 10, 14 y 15.

- La segunda clasificación se basa en la localización de las enzimas, distinguiéndose calpaínas ubicuas, expresadas en todas las células del organismo, y las calpaínas tejido-específicas, que solamente se expresan en determinados tejidos, como el útero, el testículo o el tracto digestivo.
  - Calpaínas ubicuas: Calpaínas 1, 2, 5, 7, 10, 12, 14 y 15.
  - Calpaínas tejido-específicas : Calpaínas 3, 6, 8, 9, 11 y 13.

## Especificidad
No existe una única secuencia de aminoácidos específica que sea reconocida por las calpaínas. En sus sustratos proteicos, la estructura terciaria más que la secuencia de aminoácidos es la responsable del reconocimiento y corte proteolítico. Por lo que respecta a péptidos más pequeños, se ha detectado mayor especificidad hacia aminoácidos pequeños e hidrofóbicos (como leucina, valina e isoleucina) en posición P2, y aminoácidos grandes hidrofóbicos (como fenilalanina y tirosina) en la posición P1. El mejor sustrato fluorogénico disponible para las calpaínas es (EDANS)-Glu-Pro-Leu-Phe=Ala-Glu-Arg-Lys-(DABCYL), en el que el corte se establece a nivel del enlace Phe=Ala.

## Patologías
La actividad de las calpaínas in vivo se encuentra altamente regulada por las calpastatinas, proteínas que inhiben específicamente las calpaínas, sin afectar a la actividad de otras tiolproteasas. La mala regulación de las calpaínas por las calpastatinas está asociada a varios desórdenes patológicos en los seres humanos, que incluyen diversas formas de distrofia muscular, cáncer, enfermedad de Alzheimer, daño neurológico, diabetes y formación de cataratas. Investigaciones recientes están elucidando las estructuras primarias de la calpaína 2 y del dominio regulador antiguamente denominado calpaína 4; lo cual, unido al descubrimiento de nuevos medios de regulación negativa de la actividad de las calpaínas, ofrecen oportunidades para el desarrollo de nuevos tipos de inhibidores de la calpaínas. Sin embargo, una limitación para el uso terapéutico de esta nueva clase de inhibidores es la especificidad que estos inhibidores tienen para otras tiolproteasas y otras enzimas proteolíticas.